# Gallerie d'Italia
Gallerie d'Italia is het geheel van musea en historische gebouwen die de bank Intesa Sanpaolo toegankelijk maakt voor het publiek. Deze ontsluiting van artistiek en architecturaal erfgoed gebeurt in samenwerking met de Fondazione Cariplo uit Milaan.

## Vestigingen
Gallerie d'Italia - Milano werd ingehuldigd in 2011 en is gevestigd in het Palazzo Anguissola Antona Traversi en het Palazzo Brentani, beide op de Piazza Scala in Milaan. 
Gallerie d'Italia - Napoli is sinds 2022 gehuisvest in het Palazzo Zevallos aan de Via Toledo 177 in Napels.
Gallerie d'Italia - Torino is in 2022 geopend op het Piazza San Carlo van Turijn. 
Gallerie d'Italia - Vicenza is sinds 1999 gevestigd in het Palazzo Leoni Montanari in Vicenza.